# Paulius Galaunė
Paulius Galaunė (Pagelažiai, prop d'Ukmergė, 25 de gener de 1890 - Kaunas, 18 d'octubre de 1988) fou un historiador de l'art, conservador de museu, i artista gràfic lituà. Va ser un dels primers directors de museus professionals del país i va fer diverses publicacions sobre temes d'art popular de Lituània. L'apartament de Galaunė i la seva dona, Adele Nezabitauskaitė, una cantant d'òpera, va esdevenir el Museu de la Família Galaunė el 1995, i conté les seves pertinences personals, així com les seves obres. Forma part del Museu Nacional d'Art MK Čiurlionis. Gaulané va ser enterrat al cementiri de Petrašiūnai.

## Premis i reconeixements
Al llarg de la seva vida, Gaulanė va rebre les següents condecoracions:
- Ordre de Vytautas el Gran (Lituània, 1931)
- Ordre de les Tres Estrelles (Letònia, 1938)
- Ordre de Vasa (Suècia, 1938)
- Legió d'Honor (França, 1939)
- Ordre de Leopold II (Bèlgica)
- Premi Nacional de la República Socialista Soviètica de Lituània (1970)